# Dicranella pilopogon
Dicranella pilopogon là một loài rêu trong họ Dicranaceae. Loài này được Müll. Hal. A. Jaeger mô tả khoa học đầu tiên năm 1880.